# Петрени (Алба)
Петрени (рум. Petreni) насеље је у Румунији у округу Алба у општини Бучум. Oпштина се налази на надморској висини од 893 m.

## Становништво
Према подацима из 2002. године у насељу је живело 6 становника, од којих су сви румунске националности.